# Амброзиус Ехингер
Амброзиус Ехингер (на немски: Ambrosius Ehinger; на испански: Ambrosio Alfínger) е немски конкистадор, изследовател на Южна Америка и първи губернатор на Венецуела.

## Биография

### Младост (1500 – 1529)
Роден е около 1500 година в Талфинген близо до Улм, Бавария. До назначаването му за първи управител на Венецуела Ехингер работи в банковата къща на германската фамилия Велзери. Банкерите успяват да получат през 1528 година от император Карл V патент за завоюване и колонизация на южните брегове на Карибско море. Създадената от банкерите компания сключва с испанския крал Карлос I (той е едновременно и император Карл V) договор, според който компанията се задължава в течение на една година да оборудва за своя сметка четири кораба и 300 души екипаж и необходимите припаси за завоюване за Испания приморските райони по крайбрежието на днешна Венецуела, да основе няколко селища и в близките години да построи две-три крепости за охрана на региона. Освен това компанията получава право да назначава свои губернатори в тези земи и да поробва всички индианци, които отказват да се подчиняват на заповедите им.
За пръв такъв губернатор същата година е назначен Амброзиус Ехингер, а за негов заместник – е назначен испанеца Луис Гонзалес де Лейва. В края на февруари 1529 година двамата пристигат на източния бряг на Венецуелския залив с 280 германски наемници и веднага Ехингер заменя Лейва с друг германски конкистадор Николаус Федерман, пребиваващ по това време там.

### Походи и смърт (1529 – 1533)
Между 1529 и 1532 година извършва два похода покрай езерото Маракайбо и хребета Сиера де Периха (3750 м) към долното течение на река Магдалена.
През август 1529 година извършва първия си поход до езерото и след няколко кървави сражения с местните индианци на 8 септември на брега на езерото основава град Нов Нюрнберг, прекръстен по-късно от испанците Маракайбо. По време на похода загиват няколкостотин войници, самия той се разболява от малария и на 30 юли 1530 година заминава за остров Испаньола, за да се лекува, като оставя за заместник Николаус Федерман.
След излекуването си се завръща във Венецуела. С 40 коня, 170 войници и огромно количество индианци-носачи на 1 септември 1531 година предприема втория си поход на запад. Експедицията пресича хребета Сиера де Периха и навлиза в долния басейн на река Магдалена. Там престояват и отпочиват повече от три месеца, след което се насочват на юг. Срещат ожесточена съпротива от местните племена и голяма част от индианците, които са от топлите низини измират от студ в планините. Походът е напълно провален и тръгват да се прибират обратно. На 27 май 1533 година в района на Читарерос експедицията е нападната от числено превъзхождащи ги местни индиански племена и е напълно разбита. В сражението Ехингер е ранен смъртоносно от отровна стрела и умира четири дни по-късно на 31 май 1533 година близо до Чинакота.